# 宮古花輪テレビ中継局
宮古花輪テレビ中継局（みやこはなわテレビちゅうけいきょく）は、岩手県宮古市に置かれているテレビ中継局である。

## 中継局概要

### デジタルテレビ放送
| リモコン 番号 | 放送局名               | チャンネル 番号 | 空中線 電力 | ERP  | 偏波面   | 放送対象地域 | 放送区域 内世帯数 | 運用開始日     |
| ------------- | ---------------------- | --------------- | ----------- | ---- | -------- | ------------ | ----------------- | -------------- |
| 1             | NHK 盛岡総合           | 46              | 10mW        | 40mW | 水平偏波 | 岩手県       | 約200世帯         | 2010年 3月30日 |
| 2             | NHK 盛岡教育           | 47              | 10mW        | 40mW | 水平偏波 | 全国         | 約200世帯         | 2010年 3月30日 |
| 4             | TVI テレビ岩手         | 49              | 10mW        | 40mW | 水平偏波 | 岩手県       | 約200世帯         | 2010年 3月30日 |
| 5             | IAT 岩手朝日テレビ     | 36              | 10mW        | 40mW | 水平偏波 | 岩手県       | 約200世帯         | 2010年 3月30日 |
| 6             | IBC 岩手放送           | 48              | 10mW        | 40mW | 水平偏波 | 岩手県       | 約200世帯         | 2010年 3月30日 |
| 8             | mit 岩手めんこいテレビ | 35              | 10mW        | 40mW | 水平偏波 | 岩手県       | 約200世帯         | 2010年 3月30日 |

- 所在地： 宮古市花輪[2]
- 放送区域： 宮古市の一部[2]
- 2009年11月25日に予備免許が交付され[3][4]、2010年2月下旬に試験電波を発射。3月29日に本免許が交付され[1]、3月30日に本放送を開始した[1]。
- 民放局は自力建設困難とされていたが、総務省のデジタルテレビ中継局整備事業（無線システム普及支援事業）の補助金交付を受けて開設された[5][6]（mit、IATはデジタル新局）。このうちIBCとTVIは2008年度緊急総合対策[7][8]、mitとIATは2009年度経済危機対策[9][10]によるものである。

### アナログテレビ放送
| チャンネル 番号 | 放送局名       | 空中線 電力         | ERP                  | 偏波面   | 放送対象地域 | 放送区域 内世帯数 | 運用開始日    |
| --------------- | -------------- | ------------------- | -------------------- | -------- | ------------ | ----------------- | ------------- |
| 51              | NHK 盛岡教育   | 映像100mW/ 音声25mW | 映像500mW/ 音声125mW | 水平偏波 | 全国         | -                 | 1981年 9月3日 |
| 53              | NHK 盛岡総合   | 映像100mW/ 音声25mW | 映像500mW/ 音声125mW | 水平偏波 | 岩手県       | -                 | 1981年 9月3日 |
| 55              | IBC 岩手放送   | 映像100mW/ 音声25mW | 映像500mW/ 音声125mW | 水平偏波 | 岩手県       | -                 | -             |
| 57              | TVI テレビ岩手 | 映像100mW/ 音声25mW | 映像500mW/ 音声125mW | 水平偏波 | 岩手県       | -                 | -             |

- 所在地： デジタルテレビ放送に同じ
- 2011年7月24日をもってすべて廃止される予定だったが、3月11日に発生した東日本大震災の影響により、2012年3月31日まで延期された。なお、mitとIATにはチャンネルが割り当てられていなかった。